# Preston Henn
Preston Byron Henn (Murphy, North Carolina, 20 januari 1931 - Hillsboro Beach, Florida, 30 april 2017) was een Amerikaanse ondernemer en autocoureur. In 1983 won hij de 24 uur van Daytona.

## Carrière
In 1963 opende Henn een drive-in bioscoop, de Fort Lauderdale Swap Shop. Korte tijd later opende hij hiernaast een vlooienmarkt. In de jaren die volgden groeide de bioscoop uit tot een van de grootste toeristische attracties in de regio. In latere jaren opende hij nog drie drive-in bioscopen in Florida.
In 1978 maakte Henn zijn autosportdebuut in het World Sportscar Championship als coureur en teambaas. In zijn eerste vijf seizoenen in het kampioenschap behaalde hij geen successen. In 1983 behaalde hij zijn grootste overwinning in de 24 uur van Daytona voor zijn eigen team Henn's Swap Shop Racing. Hij deelde de overwinning met A.J. Foyt, Bob Wollek en Claude Ballot-Léna. Dat jaar eindigde een van zijn auto's als tweede in de 24 uur van Le Mans, gereden door John Paul jr. en Jean Rondeau. Henn reed deze race samen met Michel Ferté en Edgar Dören, maar kwam niet aan de finish. Hij had wel de eer om als eerste team een Porsche 962 tijdens de race in te zetten. Hij reed de race uiteindelijk vijf keer, met een tiende plaats in 1983 als beste resultaat. In 1985 wonnen Foyt en Wollek de 12 uur van Sebring voor Henn's team.
Henn nam ook een aantal jaren deel aan motorbootraces. Na zijn racecarrière bleef hij actief als eigenaar van de Fort Lauderdale Swap Shop. In 2005 raakte hij in financiële problemen. Dat jaar was hij betrokken bij een vechtpartij met een schuldeiser, die door de politie moest worden beëindigd.
Op 30 april 2017 overleed Henn op 86-jarige leeftijd.